# Comuna Rivceak-Stepanivka, Nosivka
Rivceak-Stepanivka (în ucraineană Рівчак-Степанівка) este o comună în raionul Nosivka, regiunea Cernihiv, Ucraina, formată din satele Hrîhorivka, Rivceak-Stepanivka (reședința) și Vesele.

## Demografie
Componența lingvistică a comunei Rivceak-Stepanivka
     Ucraineană (97,63%)
     Rusă (2,25%)
     Alte limbi (0,12%)
Conform recensământului din 2001, majoritatea populației comunei Rivceak-Stepanivka era vorbitoare de ucraineană (97,63%), existând în minoritate și vorbitori de rusă (2,25%).